# يسبر جنسن (لاعب هوكي الجليد دنماركي)
يسبر جنسن هو لاعب هوكي الجليد دنماركي، ولد في 30 يوليو 1991 في Rødovre Municipality ‏ في الدنمارك.

## وصلات خارجية
- يسبر جنسن (لاعب هوكي الجليد دنماركي) على موقع دوري الهوكي للقارات (الإنجليزية)
- يسبر جنسن (لاعب هوكي الجليد دنماركي) على موقع EliteProspects.com (الإنجليزية)
- يسبر جنسن (لاعب هوكي الجليد دنماركي) على موقع Eurohockey.com (الإنجليزية)
- يسبر جنسن (لاعب هوكي الجليد دنماركي) على موقع HockeyDB.com (الإنجليزية)
- يسبر جنسن (لاعب هوكي الجليد دنماركي) على موقع اللجنة الأولمبية الدولية (الإنجليزية)
- يسبر جنسن (لاعب هوكي الجليد دنماركي) على موقع أوليمبيديا (الإنجليزية)